# Muhlenbergia expansa
Muhlenbergia expansa är en gräsart som först beskrevs av Jean Louis Marie Poiret, och fick sitt nu gällande namn av Carl Bernhard von Trinius. Muhlenbergia expansa ingår i släktet muhlygräs, och familjen gräs. Inga underarter finns listade i Catalogue of Life.